# Takuya Honda
Takuya Honda (Prefectura de Kanagawa, Japó, 17 d'abril de 1985) és un futbolista japonès.

## Selecció japonesa
Takuya Honda va disputar 2 partits amb la selecció japonesa.